# Warnstorfia trichophylla
Warnstorfia trichophylla là một loài Rêu trong họ Amblystegiaceae. Loài này được (Warnst.) Tuom. & T.J. Kop. miêu tả khoa học đầu tiên năm 1979.